# 埃斯科德
埃斯科德（法語：Escaudes，法語發音：[ɛskod]）是法国吉伦特省的一个市镇，属于朗贡区。

## 地理
埃斯科德（44°18'34"N, 0°12'8"W）面积25.77 平方千米，位于法国新阿基坦大区吉倫特省，该省份为法国西南部沿海省份，是法國本土面积最大的省，北起滨海夏朗德省，西临大西洋，南至朗德省，东南接洛特-加龍省，东临多爾多涅省。
与埃斯科德接壤的市镇（或旧市镇、城区）包括：贝尔诺斯-博拉克、卡普雪、屈多斯、吉斯科、莱尔姆和米塞、古阿拉德。

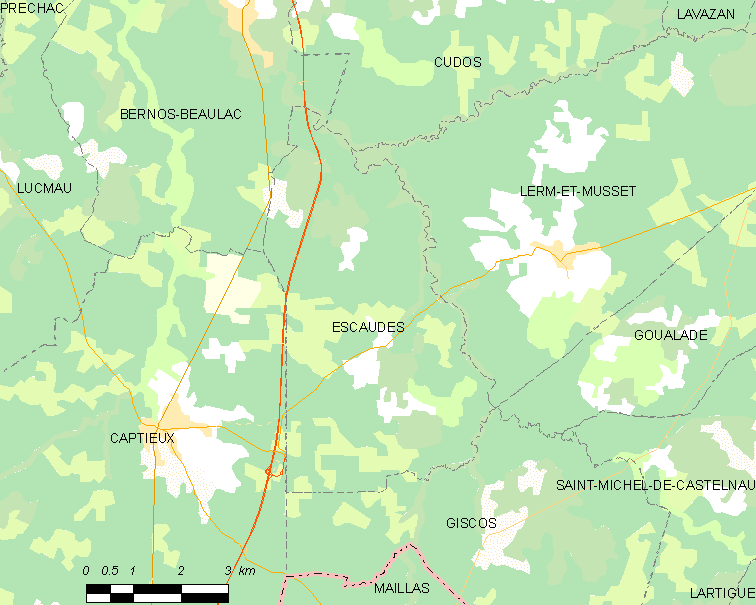
埃斯科德的OSM定位图

埃斯科德的时区为UTC+01:00、UTC+02:00（夏令时）。

## 行政
埃斯科德的邮政编码为33840，INSEE市镇编码为33155。

## 政治
埃斯科德所属的省级选区为南吉伦特县。

## 人口

1962-2008年间埃斯科德人口变化图示

埃斯科德于2022年1月1日时的人口数量为167人。